# Ashley Bryant
Ashley Bryant (né le 17 mai 1991 à Hammersmith) est un athlète britannique, spécialiste des épreuves combinées.

## Biographie
Il se classe deuxième du meeting des Multistars en 2012, 2013 et 2014.
Sélectionné dans l'équipe d'Angleterre lors des Jeux du Commonwealth de 2014 se déroulant à Glasgow, en Écosse, il remporte la médaille d'argent du décathlon, avec 8 109 pts. Le 7 juillet 2016, il termine 5e aux Championnats d'Europe, avec un total de 8 040 pts. Le 11 Février 2017, à Sheffield, il devient pour la première fois de sa carrière vice-champion de Grande-Bretagne de saut en longueur, avec un saut mesuré à 7m71.

## Palmarès
| Date | Compétition                    | Lieu                | Résultat | Épreuve    | Points    |
| ---- | ------------------------------ | ------------------- | -------- | ---------- | --------- |
| 2012 | Multistars                     | Desenzano del Garda | 2e       | Décathlon  | 7 689 pts |
| 2013 | Multistars                     | Florence            | 2e       | Décathlon  | 7 985 pts |
| 2014 | Multistars                     | Florence            | 2e       | Décathlon  | 7 802 pts |
| 2014 | Jeux du Commonwealth           | Glasgow             | 2e       | Décathlon  | 8 109 pts |
| 2016 | Championnats d'Europe          | Amsterdam           | 5e       | Décathlon  | 8 040 pts |
| 2017 | Championnats d'Europe en salle | Belgrade            | 9e       | Heptathlon | 5 945 pts |
| 2017 | Championnats du monde          | Londres             | 11e      | Décathlon  | 8 049 pts |
| 2018 | Jeux du Commonwealth           | Gold Coast          |          | Décathlon  |           |

### National
| Compétition                     | Compétition | 2016 | 2017 |
| ------------------------------- | ----------- | ---- | ---- |
| Championnats de Grande-Bretagne | Longueur    |      | 2e   |

## Records
| Épreuve    | Performance | Lieu   | Date            |
| ---------- | ----------- | ------ | --------------- |
| Décathlon  | 8 163 pts   | Götzis | 28 mai 2017     |
| Heptathlon | 5 975 pts   | Prague | 29 janvier 2017 |